# Гощин (гмина)
Гощин (пол. Goszczyn) — сельская гмина (волость) в Польше, входит как административная единица в Груецкий повет, Мазовецкое воеводство. Население — 2935 человек (на 2004 год).

## Демография
| Перепись                       | Всего   | Всего | Женщины | Женщины | Мужчины | Мужчины |
| ------------------------------ | ------- | ----- | ------- | ------- | ------- | ------- |
| Единицы                        | человек | %     | человек | %       | человек | %       |
| Население                      | 2935    | 100   | 1425    | 48,6    | 1510    | 51,4    |
| Плотность населения (чел./км²) | 51,5    | 51,5  | 25      | 25      | 26,5    | 26,5    |

## Сельские округа
1. Бондкув
2. Бондкув-Колёнья
3. Длуговоля
4. Якубув
5. Юзефув
6. Моджевина
7. Нова-Длуговоля
8. Ольшев
9. Романув
10. Селец

## Соседние гмины
1. Гмина Бельск-Дужы
2. Гмина Ясенец
3. Гмина Могельница
4. Гмина Промна